# Reinhard Patzina
Reinhard Gerhard Patzina (* 9. November 1948 in Groß-Gerau) ist ein deutscher Rechtsanwalt und Autor.

## Leben
Reinhard Patzina arbeitete während seines Studiums der Rechtswissenschaften als wissenschaftlicher Assistent am Institut für ausländisches und internationales Wirtschaftsrecht der Universität Frankfurt am Main. Außerdem war er als Scientific Staff Member am Institute for Foreign an International Trade Law der Georgetown University in Washington tätig. Seinen Stipendiatsaufenthalt verbrachte er an der McGill-Universität in Montréal in Kanada.  
Im Jahre 1980 promovierte Patzina zum Dr. jur. über den rechtlichen Schutz ausländischer Privatinvestoren gegen Enteignungsrisiken in Entwicklungsländern. Seit 1980 ist er niedergelassener Rechtsanwalt und Fachanwalt für Steuerrecht.
Patzina erstritt die steuerliche Abzugsfähigkeit von Krankenkassenbeiträgen beim Bundesfinanzhof und beim Bundesverfassungsgericht. Zuvor Partner einer überregionalen Kanzlei, ist er seit 1998 als Namenspartner einer Sozietät in Frankfurt am Main tätig.
Patzina ist Vater von sechs Kindern und lebt in der Nähe von Frankfurt am Main.

## Veröffentlichungen
- Reinhard Patzina, Stephan Bank Dieter Schimmer: Unternehmensorganen, Vorstände, Aufsichtsräte, Geschäftsführer. Beck 2009, 0: ISBN 3-406-54259-X
- Mitautor des Münchener Kommentars zur Zivilprozessordnung, Internationale Zuständigkeit und §§ 12–40